# كرلجاه
كرلجاه هي قرية في مقاطعة أسكو، إيران. عدد سكان هذه القرية هو 1,922 في سنة 2006.